# Saison 2 d'American Crime
Chronologie
Saison 1 Saison 3
Cet article présente le guide des épisodes de la deuxième saison de la série télévisée américaine American Crime.

## Généralités
- Le 7 mai 2015, ABC renouvelle la série pour une deuxième saison[1].
- Aux États-Unis, la saison a été diffusée du 6 janvier 2016 au 9 mars 2016 sur le réseau ABC.

## Distribution

### Acteurs principaux
- Felicity Huffman (VF : Danièle Douet) : Leslie Graham, directrice de lycée privée
- Timothy Hutton (VF : Jean-François Aupied) : Dan Sullivan, coach de basketball du lycée
- Lili Taylor : Anne Blaine, mère de Taylor
- Elvis Nolasco : Chris Dixon, directeur du lycée public
- Trevor Jackson : Kevin LaCroix, élève d'une école privée
- Connor Jessup : Taylor Blaine, victime de l’agression sexuelle
- Joey Pollari : Eric Tanner, joueur de basketball
- Angelique Rivera : Evy Dominguez, la seule témoin de l'agression
- Regina King : Terri LaCroix, mère d'un adolescent accusé

### Acteurs récurrents
- André Benjamin : Michael LaCroix, le père d'un des adolescents accusés
- Hope Davis : Steph Sullivan, la femme de Dan
- Faran Tahir : Rhys Bashir
- Sky Van Vliet : Becca Sullivan, la fille de Dan
- Andre Williams : LeSean
- Michael Seitz : Wes
- Brent Anderson : Curt Tanner, le père d'Eric
- Emily Bergl : Lilah Tanner, la mère d'Eric qui va a renier ce dernier
- Ty Dornan : Peter Tanner, le frère cadet d'Eric

## Épisodes

### Épisode 1:L'aveu
- États-Unis : 6 janvier 2016 sur ABC[2]
- France,  Suisse :
  - 9 janvier 2016 sur Canal+ Séries (en VOST)
  - 25 août 2016 sur Canal+ (en VF)
- Belgique : 2 septembre 2016 sur Be TV

- États-Unis : 4,74 millions de téléspectateurs[3] (première diffusion)

- Andre Benjamin (Michael LaCroix)
- Hope Davis (Steph Sullivan)
- Faran Tahir (Rhys Bashir)
- Sky Van Vliet (Becca Sullivan)
- Osvaldo Fernandez (Javier Dominguez)
- Andre Williams (LeSean)
- Michael Seitz (Wes)
- Mone't Chandler (Val Wright)
- Adriene Misher (choreographer)
- Chuck Huber (Dean Hanson)
- Christina Romero (Marie Dominguez)
- Karina D. Smith (Mrs. Hicks)
- Jenna Juul-Hansen (Ms. Reid)
- Michael Gardner (Officer Simmons)
- Barri Pearson (pep band - rapper)
- Pierce Bailey (dancer #1)
- Delaney Jaclyn Handl (dancer #2)
- Jason Small (Wayne)
- Chance Hartman (911 operator (vo))
- LaTasha Lee Robinson (banquet band #1 - singer)
- Caitlin A. McGee (cheerleader)
- James Shuffield (Eagles coach)

### Épisode 2:Seule contre tous
- États-Unis : 13 janvier 2016 sur ABC
- France,  Suisse :
  - 16 janvier 2016 sur Canal+ Séries (en VOST)
  - 25 août 2016 sur Canal+ (en VF)
- Belgique : 2 septembre 2016 sur Be TV

- États-Unis : 4,30 millions de téléspectateurs[4] (première diffusion)

- Faran Tahir (Rhys Bashir)
- Sky Van Vliet (Becca Sullivan)
- Mone't Chandler (Val Wright)
- Brent Anderson (Curt Tanner)
- Emily Bergl (Lilah Tanner)
- Ty Dornan (Peter Tanner)
- Christopher Stanley (en) (Charles)
- Stephanie Sigman (Monica Salazar)
- Ashley Wood (Det. Fred Krasno)
- Bryan Pitts (Det. Ken Williams)
- Lynn Blackburn (Cammy Ross)
- Dylan Ramos (Mateo)
- Renwick Scott (Sean)
- Reis Myers McCormick (Burrows)
- Stewart McGregor (citizen)
- Sandy Avila (citizen #2)
- Evelyn Hurley (citizen #3)
- Rey Herrera (Dr Esposito)
- Constance Jones (Dr Lewis)
- Trenton Rostedt (enraged driver)
- Merrilee McCommas (Grace)
- Tom Dooley (Nicholson)
- Jennifer Paige Black (Nurse Wells)
- Derek Israel (Officer Roberts)
- Ammie Leonards (Officer Sanders)
- Byron Brown (Sam Phelps)
- Jeffrey Schmidt (Seth)
- Matthew Phillips (Vince)
- Jason Small (Wayne)

### Épisode 3:Les préjugés
- États-Unis : 20 janvier 2016 sur ABC
- France,  Suisse :
  - 23 janvier 2016 sur Canal+ Séries (en VOST)
  - 1er septembre 2016 sur Canal+ (en VF)
- Belgique : 9 septembre 2016 sur Be TV

- États-Unis : 3,77 millions de téléspectateurs[5] (première diffusion)

- Andre Benjamin (Michael LaCroix)
- Hope Davis (Steph Sullivan)
- Faran Tahir (Rhys Bashir)
- Osvaldo Fernandez (Manuel Dominguez)
- Andre Williams (LeSean)
- Michael Seitz (Wes)
- Brent Anderson (Curt Tanner)
- Emily Bergl (Lilah Tanner)
- Ty Doran (Peter Tanner)
- Stephanie Sigman (Monica Salazar)
- Ashley Wood (Det. Fred Krasno)
- Chamblee Ferguson (Rob Silverman)
- Bryan Pitts (Ken Williams)
- Lynn Blackburn (Cammy Ross)
- Dylan Ramos (Mateo)
- Rima Rajan (Nikki Bashir)
- Rey Herrera (Dr Esposito)
- Jason Small (Wayne)
- Jenny Phagan (Abigail)
- Charissa Allen (Debra)
- Sydney Barrosse (Molly)
- Dominyck McCargo (Tre)
- Mario Ramirez (Alejandro)
- Chad Cox (Thomas)
- Quetta Carpenter (assistant)

### Épisode 4:Chacun pour soi
- États-Unis : 27 janvier 2016 sur ABC
- France,  Suisse :
  - 30 janvier 2016 sur Canal+ Séries (en VOST)
  - 1er septembre 2016 sur Canal+ (en VF)
- Belgique : 9 septembre 2016 sur Be TV

- États-Unis : 3,63 millions de téléspectateurs[6] (première diffusion)

- Andre Benjamin (Michael LaCroix)
- Faran Tahir (Rhys Bashir)
- Sky Van Vliet (Becca Sullivan)
- Andre Williams (LeSean)
- Michael Seitz (Wes)
- Brent Anderson (Curt Tanner)
- Emily Bergl (Lilah Tanner)
- Ty Doran (Peter Tanner)
- Christopher Stanley (en) (Charles)
- Ashley Wood (Det. Fred Krasno)
- Chamblee Ferguson (Rob Silverman)
- Dylan Ramos (Mateo)
- Taylor John Smith (Luke)
- Matthew Posey (Nate)
- Jennifer Griffin (Patty)
- Reis Myers McCormick (Burrows)
- Tom Dooley (Nicholson)
- Dominyck McCargo (Tre)
- Da'Shade Johnson (Cousens)
- Amelia Jeffries (Ms. Murray)
- Shane Jacobsen (O'Brien)
- Kevin Kantor (Kevin K)

### Épisode 5:Parlons ouvertement
- États-Unis : 3 février 2016 sur ABC
- France,  Suisse :
  - 6 février 2016 sur Canal+ Séries (en VOST)
  - 8 septembre 2016 sur Canal+ (en VF)
- Belgique : 16 septembre 2016 sur Be TV

- États-Unis : 3,79 millions de téléspectateurs[7] (première diffusion)

- Andre Benjamin (Michael LaCroix)
- Hope Davis (Steph Sullivan)
- Faran Tahir (Rhys Bashir)
- Sky Van Vliet (Becca Sullivan)
- Osvaldo Fernandez (Manuel Dominguez)
- Andre Williams (LeSean)
- Michael Seitz (Wes)
- Brent Anderson (Curt Tanner)
- Emily Bergl (Lilah Tanner)
- Ty Doran (Peter Tanner)
- Christopher Stanley (en) (Charles)
- Ashley Wood (Det. Fred Krasno)
- Taylor John Smith (Luke)
- Rima Rajan (Nikki Bashir)
- Reis Myers McCormick (Burrows)
- Rey Herrera (Dr Esposito)
- Tom Dooley (Nicholson)
- Gustavo Gomez (Dante)
- Aaron Alexander (VP Gamboa)
- Tom McTigue (James)
- Amber Alvarez (Oriana)
- Deneen Tyler (Det. Rollins)
- Amber Bartlett (Sarah)
- Jenna Mitchell (performance dancer #1)
- Albert Drake (performance dancer #2)
- Kimi Nikaidoh (performance dancer #3)
- Jeremy Julian Grandberry (performance dancer #4)
- Elena Valls (performance dancer #5)
- Timothy Amirault (performance dancer #6)
- Tristin Ann Ferguson (performance dancer #7)
- Rachael Hutto (performance dancer #8)
- Travis Cooper Prokop (performance dancer #9)
- Gage Self (performance dancer #10)
- Andy Noble (choreographer)

### Épisode 6:Affronter la réalité
- États-Unis : 10 février 2016 sur ABC
- France,  Suisse :
  - 13 février 2016 sur Canal+ Séries (en VOST)
  - 8 septembre 2016 sur Canal+ (en VF)
- Belgique : 16 septembre 2016 sur Be TV

- États-Unis : 3,32 millions de téléspectateurs[8] (première diffusion)

- Andre Benjamin (Michael LaCroix)
- Richard Cabral (Sebastian De La Torre)
- Sky Van Vliet (Becca)
- Osvaldo Fernandez (Manuel Dominguez)
- Michael Seitz (Wes)
- Brent Anderson (Curt Tanner)
- Emily Bergl (Lilah Tanner)
- Ty Doran (Peter Tanner)
- Chamblee Ferguson (Rob Silverman)
- Bryan Pitts (Det. Ken Williams)
- Taylor John Smith (Luke)
- Matthew Posey (Nate)
- Rey Herrera (Dr Esposito)
- Constance Jones (Dr Lewis)
- Merrilee McCommas (Grace)
- Matthew Phillips (Vince)
- Mario Ramirez (Alejandro)
- Shane Jacobson (O'Brien)
- Wade Davis (Alex)
- Jason Phelps (Carl)
- Aaron Spivey-Sorrells (Jeff)
- Christopher Eric Ruiz (Jose)
- Cynthia Huerta (Lara)
- Quetta Carpenter (Marckel)
- Gabriela Rangel (Mia)
- Jarrett King (waiter)
- Damon Carney (Don Wheeler)
- Stephen Gregory Fuller (Officer Wycheck)
- Nelson Thomas (rec center player #1)
- Henry Smith (opposing fan #1)
- Josh Cavazos (opposing fan #2)
- Peter Balmain (opposing fan #3)
- Chris Zurcher (rec center player #2)

### Épisode 7:La liste
- États-Unis : 17 février 2016 sur ABC
- France,  Suisse :
  - 20 février 2016 sur Canal+ Séries (en VOST)
  - 15 septembre 2016 sur Canal+ (en VF)
- Belgique : 23 septembre 2016 sur Be TV

- États-Unis : 3,18 millions de téléspectateurs[9] (première diffusion)

- Richard Cabral (Sebastian)
- Sky Van Vliet (Becca Sullivan)
- Osvaldo Fernandez (Manuel Dominguez)
- Michael Seitz (Wes)
- Brent Anderson (Curt Tanner)
- Emily Bergl (Lilah Tanner)
- Ty Doran (Peter Tanner)
- Lynn Blackburn (Cammy Ross)
- Gustavo Gomez (Dante)
- Taylor John Smith (Luke)
- Mathew Posey (Nate)
- Jennifer Griffin (Patty)
- Chuck Huber (Dean Hanson)
- Constance Jones (Dr Lewis)
- Merrilee McCommas (Grace)
- Shane Jacobsen (O'Brien)
- Amber Alvarez (Oriana)
- Jason Phelps (Herman)
- Quetta Carpenter (Marckel)
- Beth Burns (Carla)
- Kimi Nikaidoh (dancer)
- Raj Vats (Davis)
- Bryan Mays (Shaun)
- Andre Martin (Todd)
- Joe Nemmers (Anderson)

### Épisode 8:Transition
- États-Unis : 24 février 2016 sur ABC
- France,  Suisse :
  - 27 février 2016 sur Canal+ Séries (en VOST)
  - 15 septembre 2016 sur Canal+ (en VF)
- Belgique : 23 septembre 2016 sur Be TV

- États-Unis : 3,51 millions de téléspectateurs[10] (première diffusion)

- Richard Cabral (Sebastian)
- Hope Davis (Steph Sullivan)
- Sky Van Vliet (Becca Sullivan)
- Brent Anderson (Curt Tanner)
- Christopher Stanley (en) (Charles)
- Jennifer Griffin (Patty)
- Reis Myers McCormick (Burrows)
- Constance Jones (Dr Lewis)
- Merrilee McCommas (Grace)
- Charissa Allen (Debra)
- Deneen Tyler (Det. Rollins)
- Quetta Carpenter (Marckel)
- Abriella Gonzales (Mercy)
- Gabriela Rangel (Mia)
- Damon Carney (Wheeler)
- Kate Lacey (desk sergeant)
- Steve Mokate (Olson)
- Michael Danburg (registration officer)
- Sheryl Moore (interviewee #1)
- Paula Reed (interviewee #2)
- Kiki Leyba (interviewee #3)
- Violet Huston (interviewee #4)
- Miah Register (interviewee #5)

### Épisode 9:Coupable ou responsable
- États-Unis : 2 mars 2016 sur ABC
- France,  Suisse :
  - 5 mars 2016 sur Canal+ Séries (en VOST)
  - 22 septembre 2016 sur Canal+ (en VF)
- Belgique : 30 septembre 2016 sur Be TV

- États-Unis : 3,24 millions de téléspectateurs[11] (première diffusion)

- Andre Benjamin (Michael LaCroix)
- Richard Cabral (Sebastian)
- Hope Davis (Steph Sullivan)
- Faran Tahir (Rhys Bashir)
- Sky Van Vliet (Becca Sullivan)
- Andre Williams (LeSean)
- Brent Anderson (Curt Tanner)
- Emily Bergl (Lilah Tanner)
- Ty Doran (Peter Tanner)
- Stephanie Sigman (Monica Salazar)
- Bryan Pitts (Det. Ken Williams)
- Lynn Blackburn (Cammy Ross)
- Reis Myers McCormick (Burrows)
- Rey Herrera (Dr Esposito)
- Constance Jones (Dr Lewis)
- Merrilee McCommas (Grace)
- Tom Dooley (Nicholson)
- Shane Jacobson (O'Brien)
- Paul Roberts (AJ)
- Quetta Carpenter (Marckel)
- Abriella Gonzales (Mercy)
- Gabriela Rangel (Mia)
- Gigi Erneta (Shepherd)
- Justin Fischer (Jake Marston (o.c.))
- Jessica Schwartz (Trina)
- Dave Maldonado (McCarthy)
- Eugene Lee (Douglas)
- Melinda Peinado (Juarez)

### Épisode 10:La vérité
- États-Unis : 9 mars 2016 sur ABC
- France,  Suisse :
  - 12 mars 2016 sur Canal+ Séries (en VOST)
  - 22 septembre 2016 sur Canal+ (en VF)
- Belgique : 30 septembre 2016 sur Be TV

- États-Unis : 3,7 millions de téléspectateurs[12] (première diffusion)

- Andre Benjamin (Michael LaCroix)
- Richard Cabral (Sebastian)
- Hope Davis (Steph Sullivan)
- Sky Van Vliet (Becca Sullivan)
- Andre Williams (LeSean)
- Brent Anderson (Curt Tanner)
- Ty Doran (Peter Tanner)
- Bryan Pitts (Det. Ken Williams)
- Lynn Blackburn (Cammy Ross)
- Benito Martinez (Dominic Calderon)
- Chuck Huber (Dean Hanson)
- Constance Jones (Dr Lewis)
- Merrilee McCommas (Grace)
- Shane Jacobson (O'Brien)
- Deneen Tyler (Det. Rollins)
- Quetta Carpenter (Marckel)
- Abriella Gonzales (Mercy)
- Gabriela Rangel (Mia)
- Joe Nemmers (Anderson)
- Andrew Sherman (arresting officer #1)
- Matthew David Rudd (Evans Webb)
- Robert McCollum (arresting officer #2)
- Nadine Mozon (LeSean's mother)
- Shelby Davenport (Thompson)
- Marco Perella (Senator Robert Butler)
- Lawrence Varnado (Judge Isaacs)